# Noordpolder (Delfgauw)
De Noordpolder van Delfgauw is de naam van een polder en voormalig waterschap in de gemeenten Delft en Pijnacker, in de Nederlandse provincie Zuid-Holland.
Het waterschap was verantwoordelijk voor de drooglegging en de waterhuishouding in de polder.
De polder grenst in het noorden aan de Bieslandse Bovenpolder, in het oosten aan Polder van Biesland en in het zuiden aan de Zuidpolder van Delfgauw.
De plaats Delfgauw ligt grotendeels in de polder.

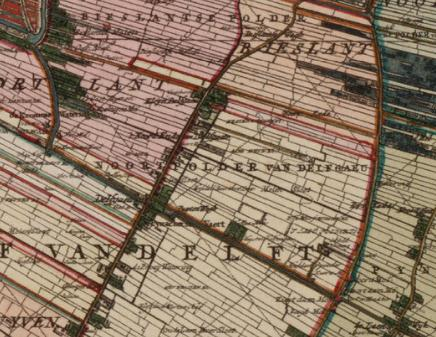
kaart 1712